# Rolf D. Sabel
Rolf Dieter Sabel (* 7. September 1949 in Köln; † 17. Oktober 2024) war ein deutscher Schriftsteller und Funktionär des 1. FC Köln.

## Leben
Geboren als Sohn des AOK-Direktors Berthold Sabel (1919–1993) und der Ruth Sabel geb. Kredel (1920–1993), wuchs er als jüngeres von zwei Kindern im Kölner Pantaleonsviertel auf. Am Kölner Humboldtgymnasium legte er 1968 das Abitur ab und studierte anschließend von 1969 bis 1976 Rechtswissenschaften, Latein und Pädagogik an der Universität zu Köln. Danach unterrichtete er 38 Jahre lang an verschiedenen Kölner Gymnasien Latein, Geschichte und Recht, hiervon die längste Zeit bis zu seinem Ruhestand 2015 am Hildegard-von-Bingen-Gymnasium in Köln-Sülz. Sabel war der erste Lehrer in Nordrhein-Westfalen mit der Fakultas Recht. Neben dieser Tätigkeit arbeitete er bei der Bezirksregierung Köln mehr als zehn Jahre als Fachberater für alte Sprachen und praktizierte darüber hinaus als Rechtsbeistand.
Rolf D. Sabel war römisch-katholisch, verheiratet, hatte vier Kinder und wohnte in Köln. Er starb 2024 im Alter von 75 Jahren und wurde in der Familiengrabstätte auf dem Kölner Südfriedhof beigesetzt.

## Wirken beim 1. FC Köln
Sabel trat 1971 dem 1. FC Köln als Mitglied bei. 1985 wurde er aufgrund seines erfolgreichen ehrenamtlichen Engagements unter Präsident Dietmar Artzinger-Bolten in den Verwaltungsrat des 1. FC Köln berufen. In diesem Gremium war Sabel von 1990 bis 1991 verantwortlicher Leiter des Jugend- und Amateurbereichs des 1. FC Köln. Schließlich wurde er 1999 zum stellvertretenden Vorsitzenden des Verwaltungsrates gewählt. Aufgrund interner Verwerfungen mit dem damaligen Präsidenten Albert Caspers schied Rolf D. Sabel 2000 freiwillig aus dem Verwaltungsrat aus.

## Werke
Sabel war Autor zumeist historischer Kriminalromane. Seine ersten Veröffentlichungen waren jedoch fachwissenschaftliche Publikationen im Diesterweg-Verlag für Schüler- und Lehrerhefte, die sich mit dem Thema der Jugendkriminalität beschäftigten. Des Weiteren verfasste Sabel mehrere Artikel in der Deutschen Richterzeitung und anderen, oftmals pädagogischen Fachzeitschriften.
Neben diesen pädagogisch-wissenschaftlichen Artikeln begann Sabel ab 2000 mit dem Verfassen von Romanen. Diese haben meist einen kriminalgeschichtlichen Charakter sowie historische Bezüge zu Köln. Einige von ihnen sind in der Gegenwart angesiedelt, die Mehrzahl seiner Kriminalromane spielt allerdings zur Zeit der römischen Antike, einige behandeln auch mehrere Zeitachsen innerhalb einer Erzählung.
Außerdem veröffentlichte Sabel im Jahr 2000 eine Vereinsbiografie „Titel, Träume, Turbulenzen“ über den 1. FC Köln, in der er Erfahrungen, Erlebnisse und Anekdoten aus seiner 40-jährigen Mitgliedschaft und über 14-jährigen Funktionärszeit als Mitglied des Verwaltungsrates des 1. FC Köln niederschrieb.
Sabel war Mitglied im Syndikat, einer Autorengruppe deutschsprachiger Kriminalliteratur.

## Werk
- Titel, Träume, Turbulenzen, Papyrossa Verlag, ISBN 3-89438-203-1.
- Senecas Truhe, Salzer Verlag, 2000, ISBN 3-89808-000-5.
- Agrippinas Geheimnis, Brockhaus Verlag, 2003, ISBN 3-417-24742-X.
- Agrippinas Tod, Brockhaus Verlag, 2004, ISBN 3-417-24881-7.
- Die Pilatus-Verschwörung, Brockhaus Verlag, 2006, ISBN 3-417-24936-8.
- Het Geheim van Agrippina, De Vuurbaak Verlag, 2007 (niederländische Ausgabe von Agrippinas Geheimnis)
- Agrippina – Kaiserin von Rom, Brockhaus Verlag, 2008 (Ausgabe von Agrippinas Geheimnis sowie Agrippinas Tod in einem Band), ISBN 978-3-417-20731-6.
- Der Pompeij-Papyrus, Hänssler Verlag, 2010, ISBN 978-3-7751-5266-2.
- Landesverrat, CMZ Verlag, 2017, ISBN 978-3-87062-283-1.
- Die Hieronymus-Verschwörung, St. Benno Verlag, 2018, ISBN 978-3-7462-5268-1.
- Das Testament des Pontius Pilatus, St. Benno Verlag, 2019, ISBN 978-3-7462-5471-5.
- Das geheime Pompeji-Evangelium, St. Benno Verlag, 2021, ISBN 978-3-7462-5896-6.
- Kölner Krimi Kurzgeschichten, Ratio-Books, 2021, ISBN 978-3-96136-104-5.
- Die Agenten-Affäre, Ratio-Books, 2021, ISBN 978-3-96136-118-2.
- Die Köln-Affäre, Ratio-Books, 2022, ISBN 978-3-96136-140-3.